# Karl IV. (HRR)

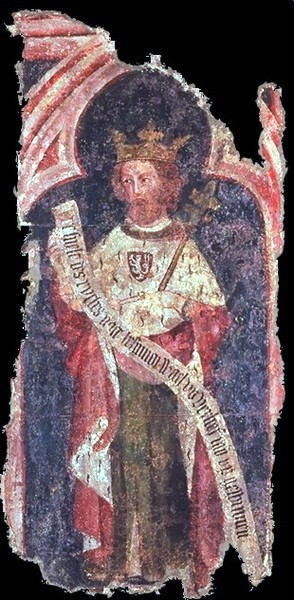
Karl IV., Fragment eines Wandgemäldes aus dem Hansasaal des Kölner Rathauses um 1360

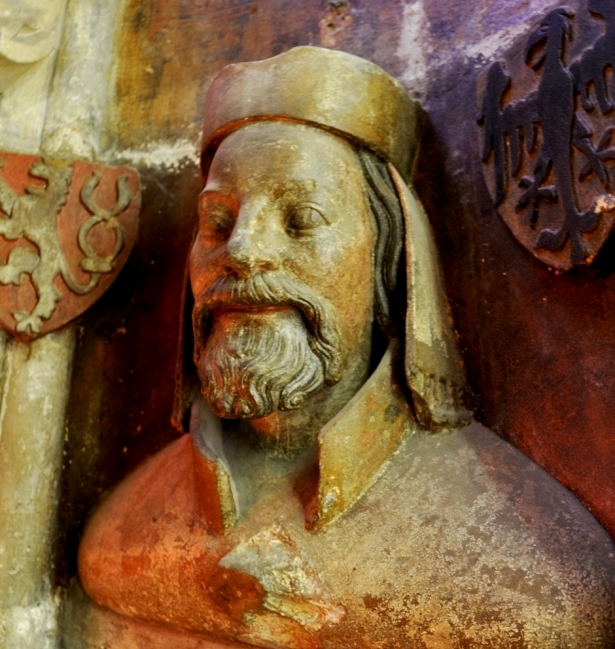
Karl IV., Büste gefertigt von Peter Parler im Prager Veitsdom mit dem Wappen Böhmens auf der linken Seite und rechts dem Adlerwappen des Heiligen Römischen Reichs

Karl IV. (tschechisch Karel IV.; * 14. Mai 1316 in Prag; † 29. November 1378 ebenda), geboren als Wenzel (tschechisch Václav), war römisch-deutscher König (ab 1346), König von Böhmen (ab 1347), König von Italien (seit 1355), König von Burgund (seit 1365) und römisch-deutscher Kaiser (ab 1355). Er stammte aus dem Geschlecht der Luxemburger. Er zählt zu den bedeutendsten Kaisern des Spätmittelalters und war einer der einflussreichsten europäischen Herrscher seiner Zeit.

## Leben

### Jugend und Weg zum Königtum

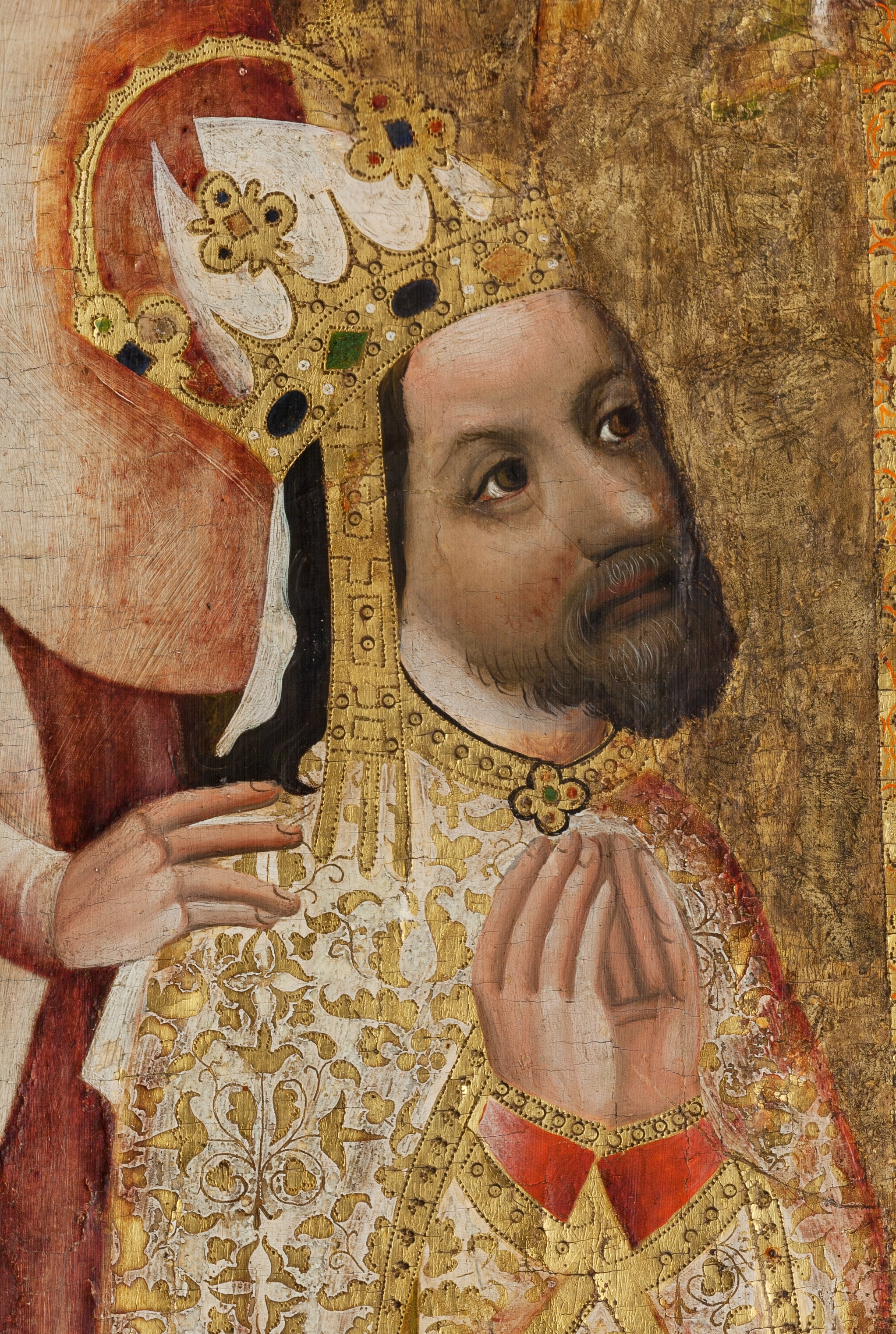
Karl IV. auf dem Votivbild des Prager Erzbischofs Johann Očko von Wlaschim, um 1370

Karl IV., getauft auf den Namen Wenceslas (lateinisch für alttschechisch: Venceslav - „Wenzeslaw“, deutsch: Wenzel, modern tschechisch: Václav) war der Sohn Johanns von Luxemburg (auch bekannt als Johann der Blinde), des Königs von Böhmen (1311–1346), und dessen sowohl den Přemysliden als auch den Habsburgern entstammender Gattin Elisabeth, der zweitältesten Tochter des Königs Wenzel II. Přemysl.
Sowohl in der väterlichen Linie seines Vaters, dem Haus Limburg-Arlon, dessen mütterlicher Linie, dem Haus Namur, als auch unter den Přemysliden wurde er der erste Träger des Namens Karl. Die Luxemburger unterhielten seit langer Zeit gute Kontakte zum französischen Hof, sodass es der französische König Karl IV. war, der ihm seinen Firmnamen Karl (mit Karl dem Großen als Namenspatron) gab. In Paris erhielt Karl eine umfassende und für die damalige Zeit keineswegs selbstverständliche Erziehung (ca. 1323–30). Zu seinen Erziehern zählte Pierre Roger (später Papst Clemens VI., 1342–52). In Frankreich wurde auch bereits die Ehe mit Blanca Margarete von Valois (französisch: Blanche de Valois) gestiftet.
1331 begab er sich nach Italien, wo sein Vater Johann weitreichende Pläne verfolgte. Hier nahm Karl zum ersten Mal selbstständige Amtshandlungen vor, auch wenn das Vorhaben seines Vaters, in Reichsitalien einen luxemburgischen Herrschaftskomplex zu errichten, 1333 vor allem aufgrund der Opposition einiger mächtiger italienischer Stadtstaaten und des Königreichs Neapel scheiterte. Das Verhältnis zwischen Vater und Sohn war ambivalent. Es gab Spannungen, was teilweise wohl auf die Auseinandersetzung zwischen Karls Eltern zurückzuführen ist, aber auch auf die unterschiedlichen Charaktere. Johann galt als ein ritterlicher und verwegener Charakter, Karl dagegen wirkte eher als nachdenklicher und (außer in seiner Jugend) dem Turnier abgeneigter Mensch.
Karl verfasste später eine Autobiografie, die jedoch nicht sein gesamtes Leben, sondern nur seine Kindheits- und Jugendjahre abdeckt; aus ihr erfährt man jedenfalls, dass er fünf Sprachen beherrschte (Latein, Deutsch, Böhmisch, Französisch und Italienisch). 1333 kehrte Karl nach Böhmen zurück und wurde 1334 mit der Markgrafschaft Mähren belehnt. Im Konflikt mit den einflussreichen Baronen und seinem Vater konnte er sich weitgehend behaupten. 1335 war er am Vertragsabschluss zwischen dem Königreich Böhmen mit Polen und Ungarn beteiligt, in dem es um die Thronansprüche der böhmischen Krone auf die beiden Reiche ging. 1335–38 war er auch Regent in Tirol für seinen jüngeren Bruder Johann Heinrich (1322–1375) und dessen görzerische Gemahlin Margarete (später Maultasch genannt). Die Tiroler hatten sich geweigert, unter Habsburg und Wittelsbach aufgeteilt zu werden, und Karl musste das Land militärisch auch gegen die Habsburger besetzen.
1336/37 und 1344/45 begleitete er seinen Vater auf Preußenfahrten. Am 8. Juni 1341 übertrug Johann aufgrund seiner Erblindung Karl die Administration des Königreichs; bald darauf zog sich Johann faktisch völlig aus der Regierung zurück.
Im selben Zeitraum spitzte sich der Konflikt zwischen Ludwig dem Bayern und seinen Gegnern im Reich immer mehr zu. Papst Klemens VI., Karls ehemaliger Erzieher am französischen Hof, förderte die Opposition; er verhängte am 13. April 1346 den Bannfluch über Ludwig und forderte die Kurfürsten zur Neuwahl auf. Karl trat, unterstützt von seinem Großonkel Balduin von Trier, einem der bedeutendsten Reichspolitiker des 14. Jahrhunderts, als Gegenkönig zur Wahl an. Da die rechtmäßigen Wahl- und Krönungsorte Frankfurt am Main und Aachen fest zu Ludwig hielten, wurde er am 11. Juli 1346 in Rhens von den drei Erzbischöfen von Mainz, Köln und Trier sowie mit der sächsischen und böhmischen Stimme gewählt und am 26. November „am falschen Ort“ – in der Bonner Münsterbasilika – zum König gekrönt.
Zum offenen Konflikt mit Ludwigs Anhängern kam es jedoch nicht. Im August 1346 fiel Karls erblindeter Vater Johann in der Schlacht von Crécy, an der auch Karl teilnahm; Karl hatte sich jedoch frühzeitig und unter nicht geklärten Umständen zurückgezogen. Am 2. September 1347 folgte er seinem Vater als König von Böhmen nach. Danach unternahm er im selben Jahr eine Huldigungsreise von Prag nach Bautzen, dem Hauptort des böhmischen Nebenlandes Oberlausitz, um sich dort von den Lausitzer Ständen huldigen zu lassen.
Ludwig der Bayer starb bald darauf im Oktober 1347. Die Partei der Wittelsbacher versuchte Karls Anerkennung als König zu verhindern. Nachdem sie vergeblich versucht hatten, den englischen König Eduard III. und danach Markgraf Friedrich II. von Meißen zur Kandidatur zu bewegen, wählten vier Kurfürsten am 30. Januar 1349 im Dominikanerkloster Frankfurt am Main Günther von Schwarzburg zum Gegenkönig. Dieser begründete seine Legitimität ausdrücklich mit der Wahl „am rechten Ort“, nämlich „zu Frankenfort in dem Velde, da Romische kunge zu rechte...gewelt sind“. Inzwischen hatte Karl jedoch genügend Anhänger gewonnen. Diplomatisch isoliert, sterbenskrank und von seiner Armee verlassen, verzichtete Günther am 26. Mai 1349 im Vertrag von Eltville gegen eine Entschädigung und eine Amnestie für seine Anhänger auf alle Ansprüche. Am 14. Juni 1349 starb Günther im Frankfurter Johanniterkloster, vermutlich an der Pest.
Damit war Karl IV. als römischer König unbestritten. Zur Sicherstellung seiner Legitimität ließ er sich am 17. Juni 1349 noch einmal in Frankfurt am Main wählen und im selben Jahr am 25. Juli in Aachen erneut krönen. Vor der Krönung musste er einige Tage vor der Stadt warten, weil Aachen voller Wallfahrer und Geißler war. Diese waren wegen der Pest zu einer außerplanmäßigen Heiligtumsfahrt nach Aachen gekommen.

### Reichspolitik Karls bis zu seinem Tod

#### Erste Regierungsjahre: Sicherung der Herrschaft, Pest und Judenpogrome

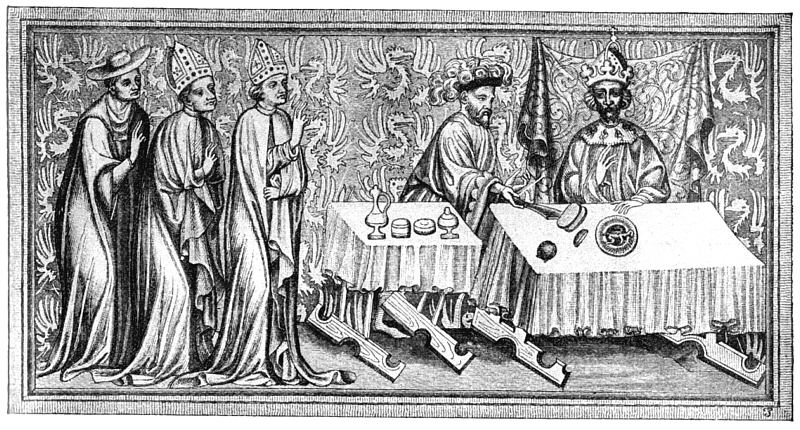
Kaiser Karl IV. beim Krönungsmahl

Karl konnte seine Herrschaft rasch festigen. Nachdem er seine Gegner durch ein Heiratsbündnis mit dem Pfalzgrafen bei Rhein und die Belehnung des Falschen Woldemar mit der Mark Brandenburg an Stelle der Wittelsbacher empfindlich geschwächt hatte, kam es 1348 zu einer Verständigung mit den Habsburgern und 1350 mit den Wittelsbachern (Vertrag von Bautzen).
Gleichzeitig erreichte die Pestwelle ihren Höhepunkt. Die auch Schwarzer Tod genannte Epidemie entvölkerte ganze Landstriche, deren Einwohnerschaft teilweise um mehr als ein Drittel zurückging. Da die verzweifelten Menschen nach der Ursache suchten, wurde der Behauptung, die Juden hätten Brunnen vergiftet, oft Glauben geschenkt und diese nun instrumentalisiert. Während der Judenpogrome in Deutschland 1349, der so genannten Pestpogrome, machte sich Karl mindestens der Mitwisserschaft schuldig. Um seine Schulden zu tilgen, verpfändete Karl das königliche Judenregal, unter anderem an Frankfurt am Main. Es wurde darin geregelt, was mit dem Besitz von Juden zu geschehen habe, und Straffreiheit zugesichert, falls „die Juden daselbst nächstens erschlagen“ würden (Frankfurter Urkunden vom 23., 25., 27. und 28. Juni 1349, bezogen auf Nürnberg, Rothenburg ob der Tauber und Frankfurt am Main). Bereits einen Monat später kam es in Frankfurt zu einem solchen Pogrom. Obwohl er in seinem Herrschaftsbereich Böhmen die Juden effektiv schützen konnte und auch andernorts, z. B. in Ulm 1348/1349, zumindest den (erfolglosen) Versuch unternahm, wirft dieses Ereignis viele Fragen in Bezug auf Karls Charakter auf, besonders da Karl sonst immer bestrebt war, das Bild eines gerechten christlichen Herrschers zu vermitteln. Dabei verstieß nämlich die Duldung der Morde auch gegen das damalige Rechtsverständnis, da die Juden unter dem direkten Schutz des Königs standen und dafür auch Zahlungen leisteten. Es zeigte sich, dass Karl oft mehr nach Zweckmäßigkeiten handelte, wobei er sich mit seinem Verhalten die Loyalität vieler Städte sicherte, die in die Judenpogrome verwickelt waren und von der Plünderung jüdischen Vermögens profitierten.

#### Italien- und Frankreichpolitik

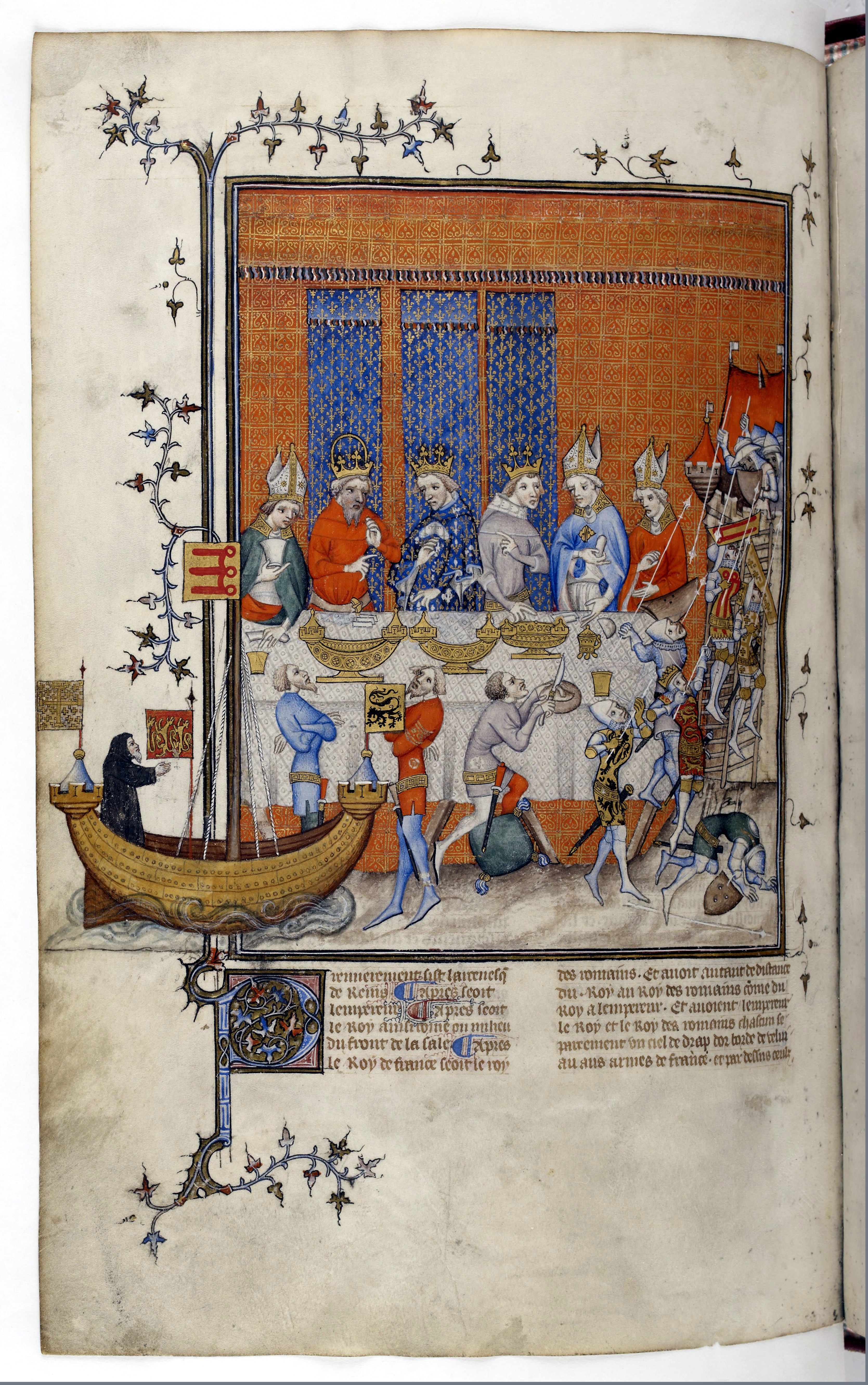
Karl V. von Frankreich empfängt Karl IV.

1354 zog Karl nur mit einem kleinen Heer nach Italien. Cola di Rienzo, der einige Zeit in Prag geweilt hatte, hatte das Kommen des Königs immer wieder angemahnt. Er ließ sich am 6. Januar 1355 in Mailand mit der eisernen Krone der Lombardei krönen. Seine Kaiserkrönung wurde in Rom am 5. April 1355 von dem von Papst Innozenz VI., der wie alle Päpste seit Clemens V. in Avignon residierte, beauftragten Kardinal Peter von Ostia vorgenommen. Mit ihm wurde auch seine Gemahlin Anna zur Kaiserin gekrönt. Bereits wenig später verließ er Italien wieder, ohne sich um die Ordnung der dortigen Verhältnisse bemüht zu haben, wenn er auch durch die Zahlungen zahlreicher Kommunen finanziellen Gewinn aus dem Romzug ziehen konnte und die Kaiserkrönung wenigstens ohne Blutvergießen erreicht hatte. Dennoch trug sein Verhalten gegenüber dem Papsttum dazu bei, dass er als „Pfaffenkönig“ (rex clericorum) bezeichnet wurde, was so sicherlich falsch ist, aber doch bezeichnend für Karls kuriale Politik war, die sehr auf Einvernehmen mit dem Papst setzte.
Karls erster Italienzug hatte ebenso wie der zweite Italienzug 1368–69 (bei dem er mit Papst Urban V. kooperierte, von dem er sich eine Rückkehr des Papsttums von Avignon nach Rom erhoffte) wenig Bedeutung. Seine Italienpolitik war im Großen und Ganzen ineffektiv, denn Karl gab sich mit der Kaiserkrone zufrieden. Er zog Gelder der Kommunen ein und vergab dafür Privilegien, mischte sich sonst jedoch nicht weiter in die italienischen Angelegenheiten; dafür wurde sein Verhalten als das eines Kaufmanns bezeichnet (siehe Matteo Villani und Petrarca). Karl gab damit die universale Politik seines Großvaters Heinrich VII. zu Gunsten einer auf die Hausmacht gestützten Reichspolitik auf. Allerdings erreichte er die Anerkennung seiner Stellung als Kaiser durch Florenz und Mailand und gab in Italien auch keine Reichsrechte auf.
Im Westen tat Karl kaum etwas, um der dortigen Expansionspolitik des Königreichs Frankreich, mit dessen Königshof er gute Beziehungen pflegte, entgegenzuwirken. Im Gegenteil: Trotz seiner Krönung in Arles 1365 entließ er Avignon aus der Lehnsherrschaft des Imperiums und gab 1378 das Reichsvikariat im Königreich Burgund (Arelat) preis, wohl um so ungestört von äußeren Einmischungen seine Reichspolitik betreiben zu können. Dennoch wurde dadurch dem Vordringen Frankreichs Vorschub geleistet, auch wenn er 1361 Genf und Savoyen aus dem Königreich Burgund löste und direkt ins Heilige Römische Reich integrierte.

#### Goldene Bulle und Politik in Deutschland

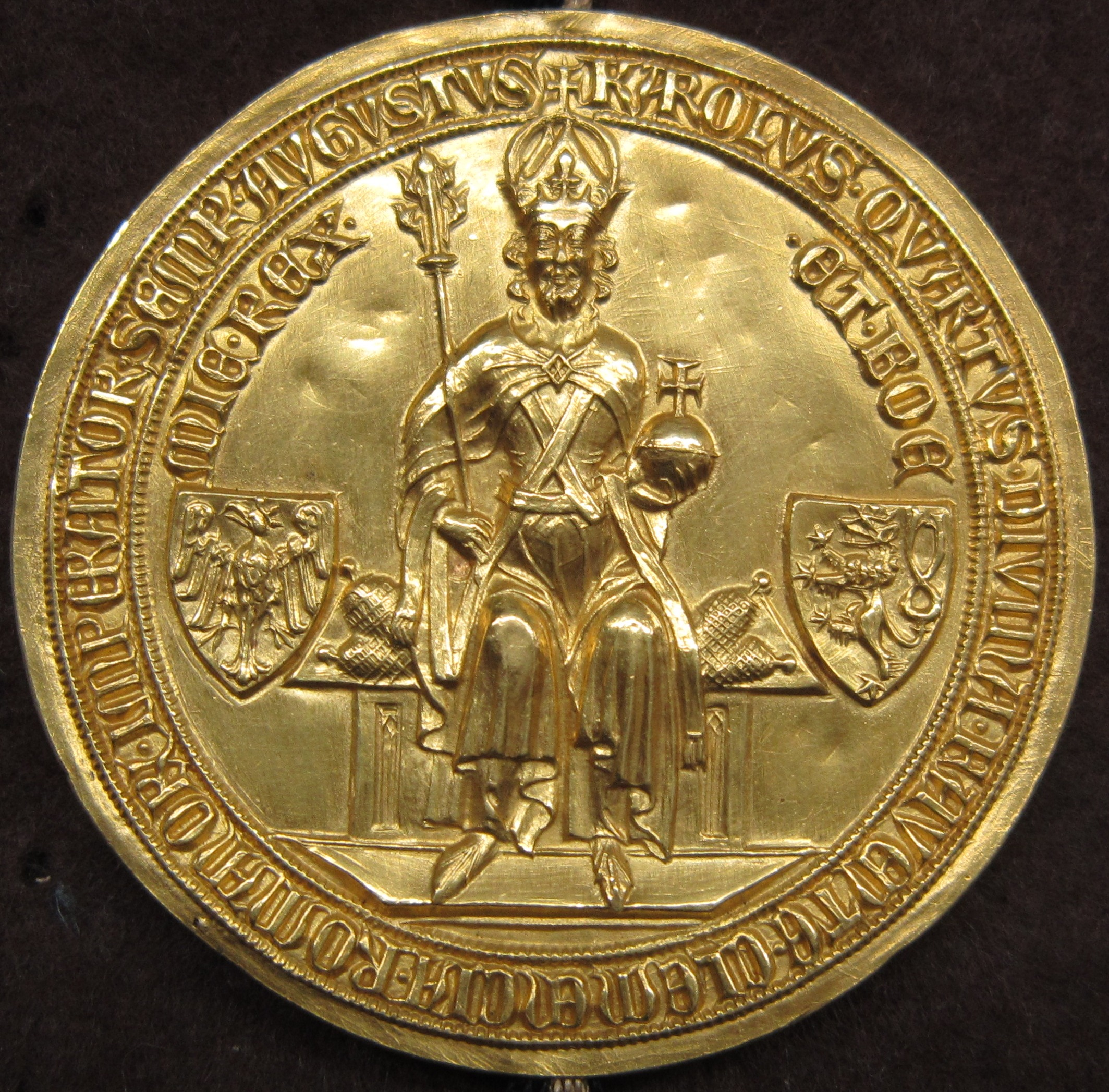
Die Goldene Bulle Karls IV.

1354 starb Karls Großonkel Balduin von Luxemburg, der sich als die wichtigste Stütze des Kaisers im Westen erwiesen hatte. Der wohl folgenreichste Schritt in Karls Regierung, die Verabschiedung der Goldenen Bulle 1356, war denn erst nach schwierigen Verhandlungen möglich. Die Bulle regelte unter anderem das Wahlverfahren des römisch-deutschen Königs und setzte die Anzahl und Namen der Kurfürsten fest. So wurde sie zum wichtigsten Grundgesetz des Reichs bis zu seinem Untergang 1806. Das „Männleinlaufen“ an der Nürnberger Frauenkirche erinnert heute noch daran.
Es ist in der Forschung allerdings strittig, ob Karl damit einen Erfolg verbuchen konnte oder ob es nicht eher ein Erfolg der Kurfürsten war, die damit Karls Bestrebungen zu einem hegemonialen Königtum einen Riegel vorschoben. Wie die Geschichte gezeigt hat, konnte sie sowohl von den Kurfürsten als auch von der kaiserlichen Regierungsgewalt zum jeweiligen Vorteil genutzt werden. Bemerkenswert an der Goldenen Bulle ist, dass die Notwendigkeit der päpstlichen Bestätigung, der Approbation, zur Erlangung der Kaiserwürde nicht erwähnt wird. Außerdem wurde in dem Gesetz das päpstliche Reichsvikariatsrecht schlicht abgeschafft. Karls ältester Sohn Wenzel, der bereits seit 1363 König von Böhmen war, wurde noch zu Lebzeiten Karls am 10. Juni 1376 zum römisch-deutschen König gewählt. Die Goldene Bulle sah dies zwar nicht vor, verbot es aber auch nicht, so dass Karl durch eine recht geschickte Politik die Wahl seines Sohnes durchsetzen konnte, obwohl er sich die Stimmen der anderen Kurfürsten mit hohen Geldsummen erkaufen musste, was generell eine gängige Methode zur Durchsetzung seiner Interessen gewesen war. Bis zum Ende des römisch-deutschen Reiches im Jahre 1806 wurde die dynastische Thronfolge der Luxemburger und der ihnen verwandten Habsburger bei fortbestehender Wahlmonarchie nur durch die Wittelsbacher Ruprecht von der Pfalz (1400–1410) und Karl VII. von Bayern (1742–1745) unterbrochen.

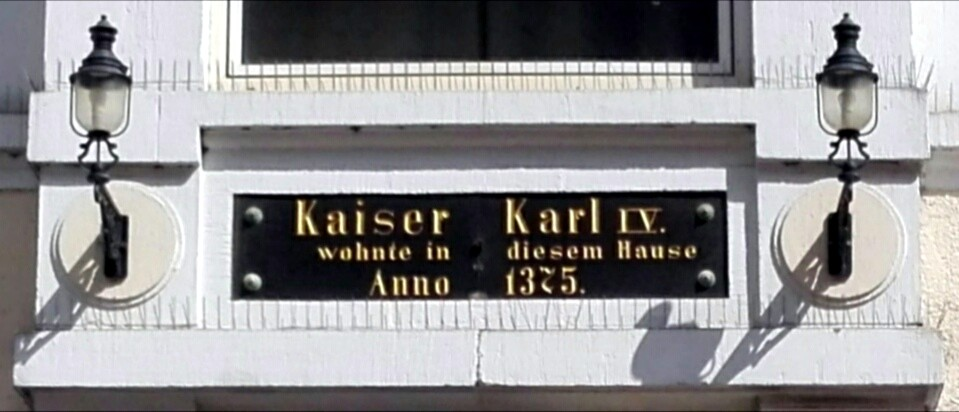
Karl IV. wohnte zehn Tage in der lübeckischen Königstraße

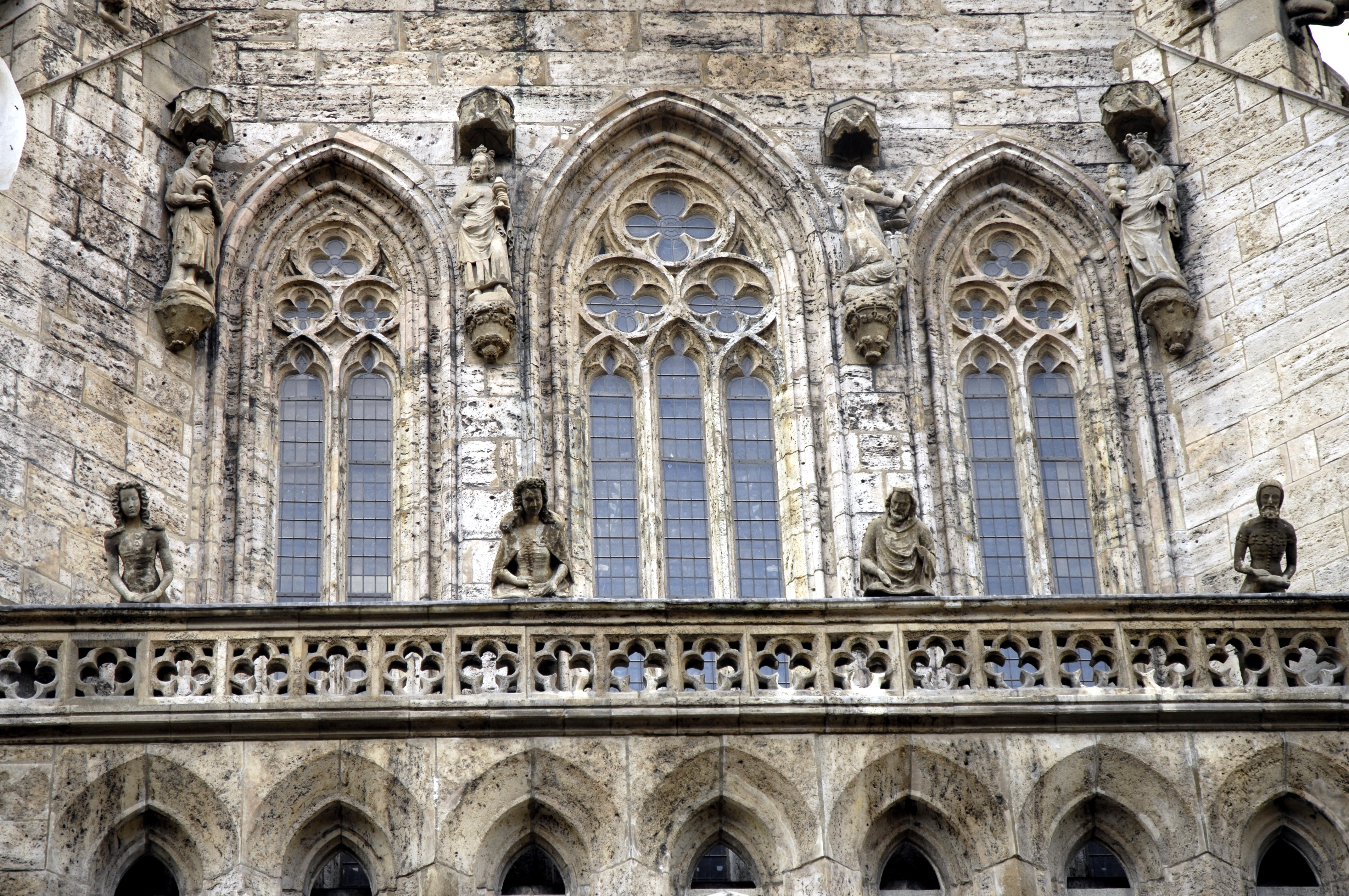
Kaiser Karl und seine Gemahlin als Figuren über dem Südportal der Marienkirche in Mühlhausen

Im Norden wurde Karl auf die Hanse aufmerksam und besuchte 1375 als erster römisch-deutscher König seit Friedrich I. die Stadt Lübeck. In Tangermünde (Altmark), von Böhmen aus auf der Elbe bequem erreichbar, richtete Karl in der alten Reichsburg seine brandenburgische Residenz ein. Die Stadt sollte zur Hauptstadt der mittleren Provinzen aufsteigen, was durch seinen Tod verhindert wurde. Danach kam es zu einer unruhigen Entwicklung in der Mark Brandenburg, bis die Hohenzollern 1415 das Kurfürstenamt übernahmen und zunächst ebenfalls in Tangermünde residierten.
Eine wichtige Rolle in Karls Politik spielte auch die Reichsstadt Nürnberg, mit der der Kaiser eng zusammenarbeitete (Via Carolina, Förderung der Burggrafen aus dem Hause Hohenzollern). Dabei hatte Karl u. a. das Ziel, eine in dieser Region gelegene „Reichslandschaft“ zu errichten (genannt Neuböhmen); als dortige Residenzen dienten ihm die Nürnberger Kaiserburg sowie das ab 1356 für ihn errichtete Wenzelschloss in Lauf an der Pegnitz. Im Osten verfolgte Karl im Hinblick auf Polen und Ungarn hausmachtpolitische Ziele (siehe unten).
Karl starb im gleichen Jahr, in dem sich auch das abendländische Schisma ereignete (1378). Der Kaiser, der persönlich fromm war und immer versucht hatte, im Einklang mit dem Papst zu regieren, konnte nichts mehr unternehmen, um diese Kirchenspaltung zu verhindern, entschied sich aber für den römischen Papst.

#### König von Böhmen

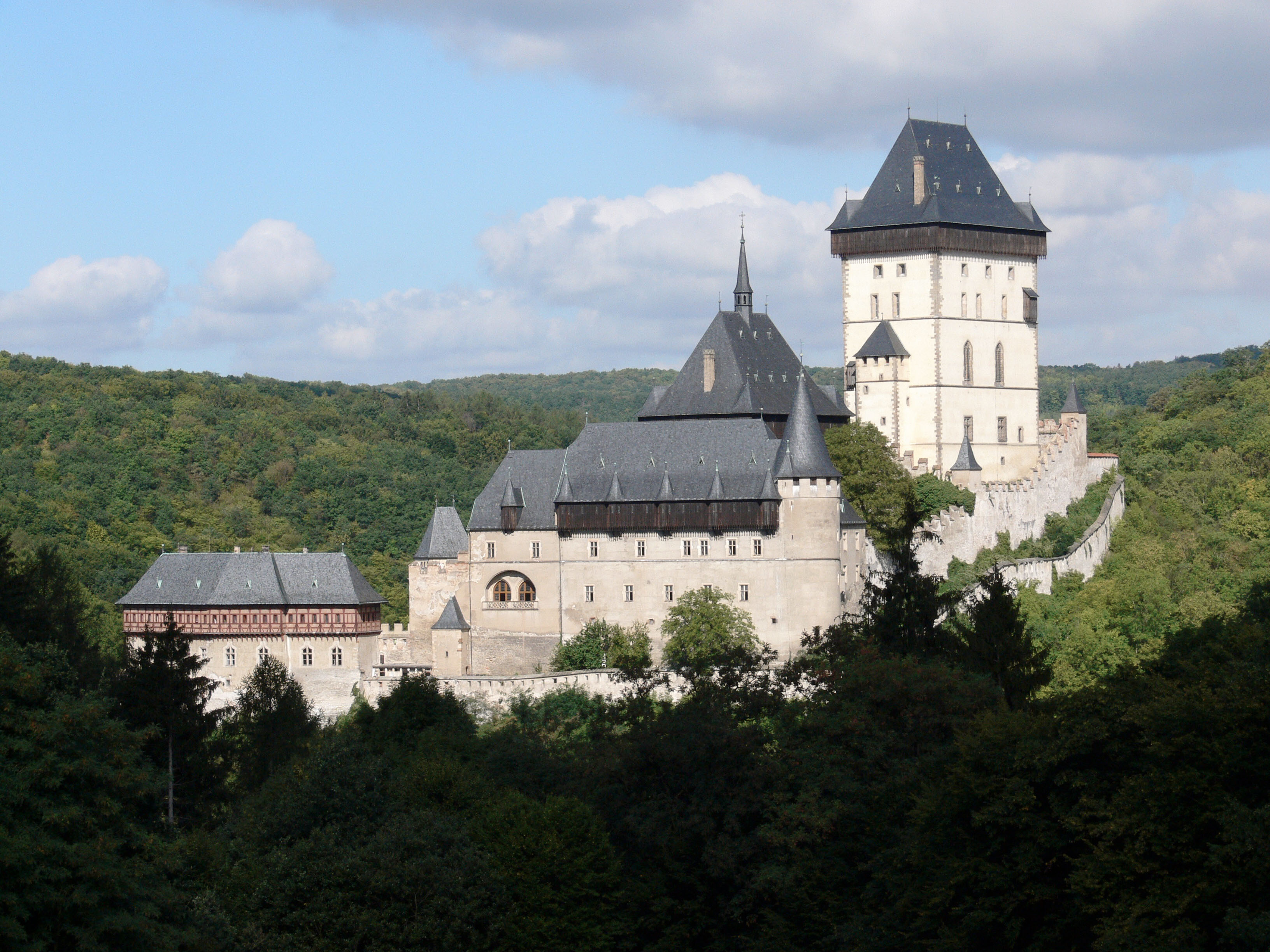
Burg Karlštejn

Nachdem Karl 1344 für die Erhebung des Prager Bistums zum Erzbistum gesorgt hatte, leitete er den Baubeginn des gotischen St. Veitsdoms (katedrála sv. Víta, Václava a Vojtěcha) ein. Papst Innozenz IV gestattete ihm, kroatische Benediktinermönche von der Insel Pašman nach Prag zu holen, um im Emauskloster die glagolitische (altslawische) Liturgie zu feiern. Für die sichere Aufbewahrung der königlichen und kaiserlichen Insignien ließ er die Burg Karlštejn (Karlstein) bauen. Die umfangreiche Bautätigkeit in seiner Residenz machte Prag zur Goldenen Stadt. Davon zeugt vor allem die Karlsbrücke über die Moldau.
1348 gründete Karl die erste Universität im östlichen Mitteleuropa, die Karls-Universität (Univerzita Karlova), nach dem Vorbild der durch Kaiser Friedrich II. errichteten Universität von Neapel und dem des Studium generale an der Pariser „universitas“.
Prag wurde von ihm zu einem der wichtigsten geistigen und kulturellen Zentren seiner Zeit ausgebaut und zur De-facto-Haupt- und Residenzstadt des Heiligen Römischen Reiches (Praga Caput Regni: Prag Hauptstadt des Reiches lautet eine Inschrift am Altstädter Rathaus); weiterhin von Bedeutung waren jedoch Frankfurt am Main, die Reichsstadt Nürnberg sowie ab 1355 Sulzbach (heute Sulzbach-Rosenberg) als Zentrum der kaiserlichen Neuerwerbungen in der heutigen Oberpfalz. Die von Johannes von Neumarkt geführte kaiserliche Kanzlei war vorbildlich für die Ausbildung der neuhochdeutschen Sprache. Die Prager Malerschule führte die spätgotische Tafelmalerei zu höchster Blüte.
Allerdings scheiterte Karl mit seinem Landfrieden (Maiestas Carolina) 1355 am Widerstand des einheimischen Adels. In seine Regierungszeit fällt auch die endgültige Eingliederung Schlesiens in den böhmischen Herrschaftsverband mit dem Vertrag von Namslau 1348, für die sein Vater mit dem Vertrag von Trentschin die Voraussetzungen geschaffen hatte. Im Gegenzug erhielt der polnische König Kasimir der Große Masowien als persönliches Lehen. Karls Heirat mit Elisabeth, einer Enkelin Kasimirs, 1363 sollte den alten böhmisch-polnischen Konflikt vorerst beilegen.
Weiterführende Informationen zu diesem Thema: →Geschichte Prags

#### Hausmachtpolitik

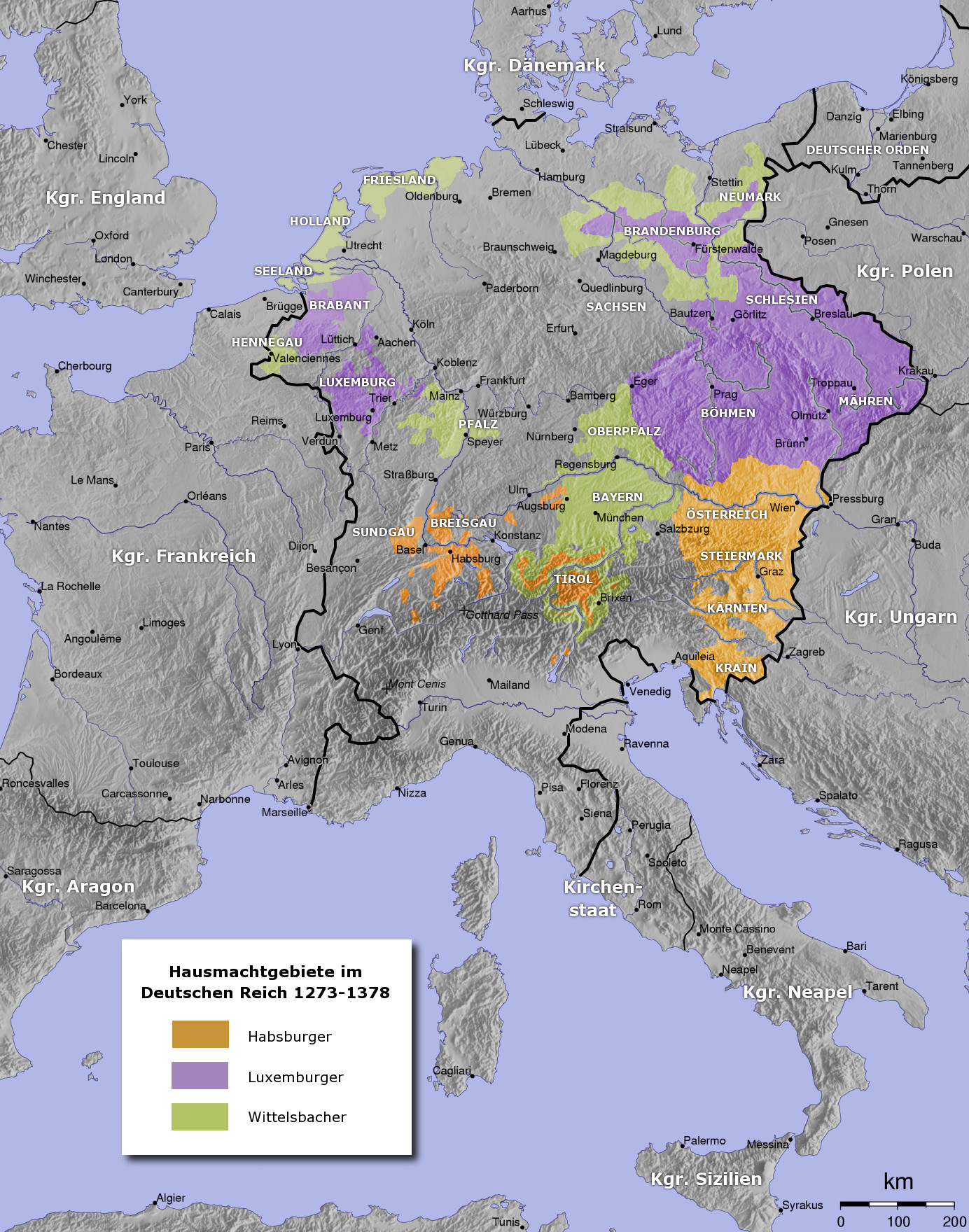
Das Heilige Römische Reich zur Zeit Karls IV.

Karl war erfolgreicher Hausmachtpolitiker. So wurde die böhmische Oberhoheit über Schlesien (endgültig 1368) und die Niederlausitz (Kauf 1367) gesichert. 1373 erhielt er im Vertrag von Fürstenwalde die volle Verfügungsgewalt über die Mark Brandenburg und damit eine zweite Kurwürde für sein Haus; zudem wurde die Mark im sogenannten Landbuch Karls IV. statistisch möglichst genau erfasst, um somit auch Steuern effizienter einnehmen zu können. Die Hochzeit seines Sohnes Sigismund mit der Erbin König Ludwigs I. von Ungarn sicherte den Luxemburgern auch dieses Königreich. Der erhoffte Erwerb Polens gelang jedoch nicht. Um seine Hausmacht zu stärken, verpfändete Karl Reichsgüter in Reichspfandschaft und gab  Reichsrechte auf, wie im Westen Burgund.
Karls Verpfändungspolitik war einerseits durch seinen chronischen Geldmangel begründet. Er hatte allein zur Sicherstellung seiner Wahl zum römisch-deutschen König eine enorme Summe aufbringen müssen. Andererseits durch seine dynastische Politik. Jeder nachfolgende König war auf seine Hausmacht angewiesen. Das Haus Luxemburg wurde fast unangreifbar. Doch sollte sich dies für seinen Sohn Sigismund als schwere Hypothek erweisen, da er außerhalb des Luxemburger Einflussgebiets über keine nennenswerte Hausmacht und keine größeren Reichsgüter verfügte. Karl bestimmte zudem, dass seine Söhne und Verwandten nach seinem Tode aus dem Hausmachtskomplex versorgt werden sollten, womit die von Karl geschaffene Machtstellung letztendlich wieder verloren ging.

#### Lebensende
Nach dem Tode des Kaisers am 29. November 1378 wurde sein Leichnam elf Tage lang im Auditorium der Prager Burg aufgebahrt. Vier Tage dauerten die anschließenden Begräbnisfeierlichkeiten, bei denen der Tote unter Begleitung von 7000 Teilnehmern von der Burg durch die Prager Alt- und Neustadt und dann über die Karlsbrücke auf Vyšehrad überführt wurde. Dort wurde er eine Nacht lang aufgebahrt. Zwei weitere Tage wurden die sterblichen Reste in der Basilika St. Jakob und in der Johanniter-Kirche der Jungfrau Maria (St. Maria unter der Kette) dem Publikum zugänglich gemacht. Die abschließende Bestattungszeremonie im Veitsdom unter Anwesenheit seines gesamten Hofs wurde vom Prager Erzbischof Johann Očko von Wlašim zelebriert, dem weitere sieben Bischöfe assistierten.

## Chronologie der Titel
- Erste Wahl zum römisch-deutschen König (Gegenkönig) in Rhens am 11. Juli 1346, Krönung am 26. November 1346 in Bonn
- Ab 2. September 1347: König von Böhmen als Karl I.
- Zweite Wahl zum römischen König am 17. Juni 1349 in Frankfurt am Main, Krönung am 25. Juli 1349 in Aachen
- Ab 6. Januar 1355: Titularkönig von Italien
- Ab 5. April 1355: römisch-deutscher Kaiser als Karl IV.
- Ab 4. Juni 1365: König von Burgund

## Ehen und Nachkommen
Erste Ehe: Karl IV. heiratete 1329 Blanca Margarete von Valois.
- Margarete (1335–1349) ⚭ 1345 Ludwig I., König von Ungarn und Polen
- Katharina (1342–1395)

1. ⚭ 1356 Rudolf IV., Herzog von Österreich[11]
2. ⚭ 1366 Otto V., Kurfürst von Brandenburg

Zweite Ehe: Karl IV. heiratete 1349 Anna von der Pfalz.
- Wenzel (1350–1351)

Dritte Ehe: Karl IV. heiratete 1353 Anna von Schweidnitz.
- Elisabeth von Luxemburg-Böhmen (1358–1373) ⚭ 1366 Albrecht III., Herzog von Österreich
- Wenzel IV. (1361–1419), König von Böhmen

1. ⚭ 1370 Johanna von Bayern
2. ⚭ 1389 Sophie von Bayern

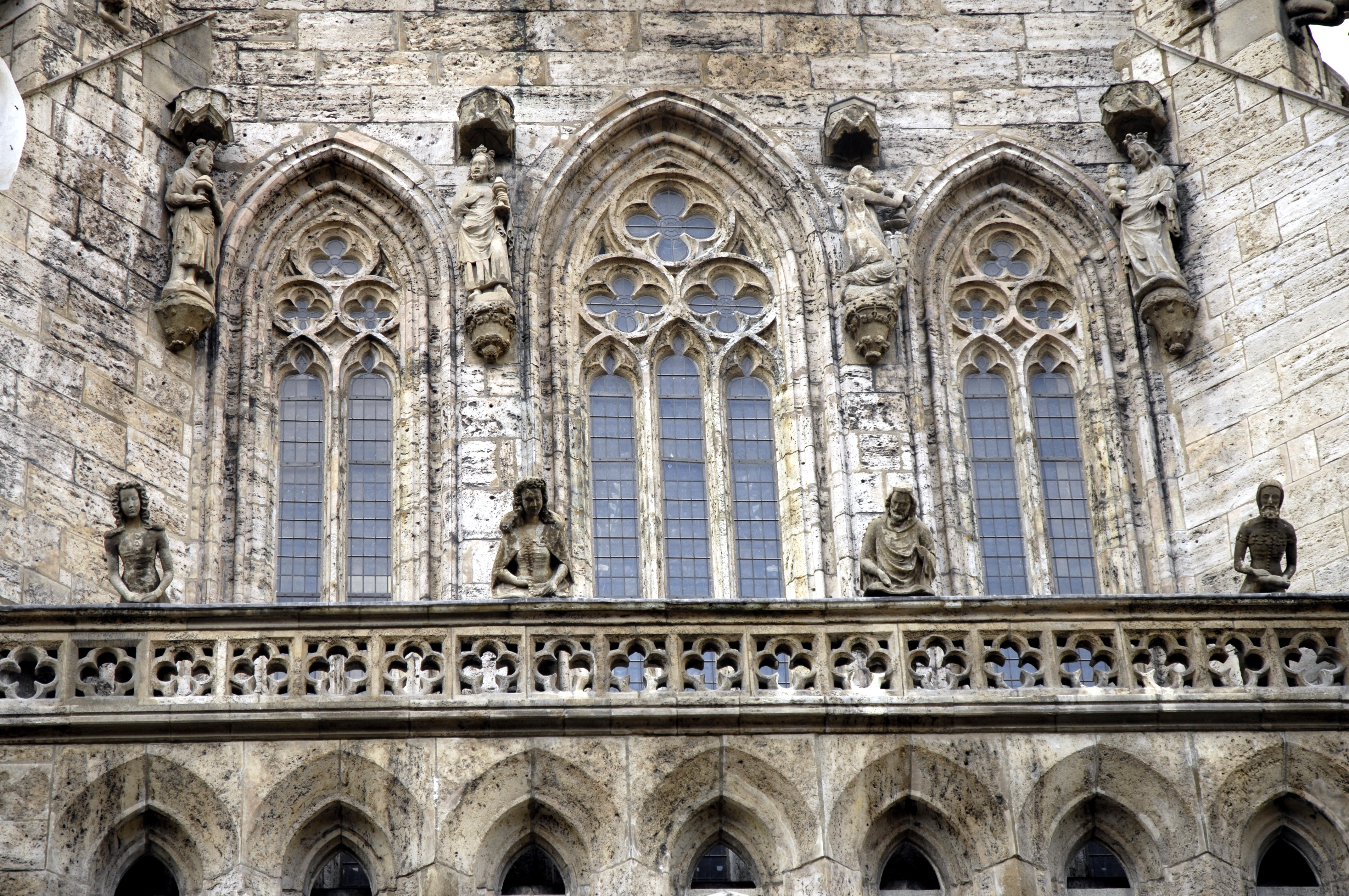
Karl IV. und Elisabeth von Pommern mit zwei Kindern, die von der Brüstung der Marienkirche (Mühlhausen) herabblicken

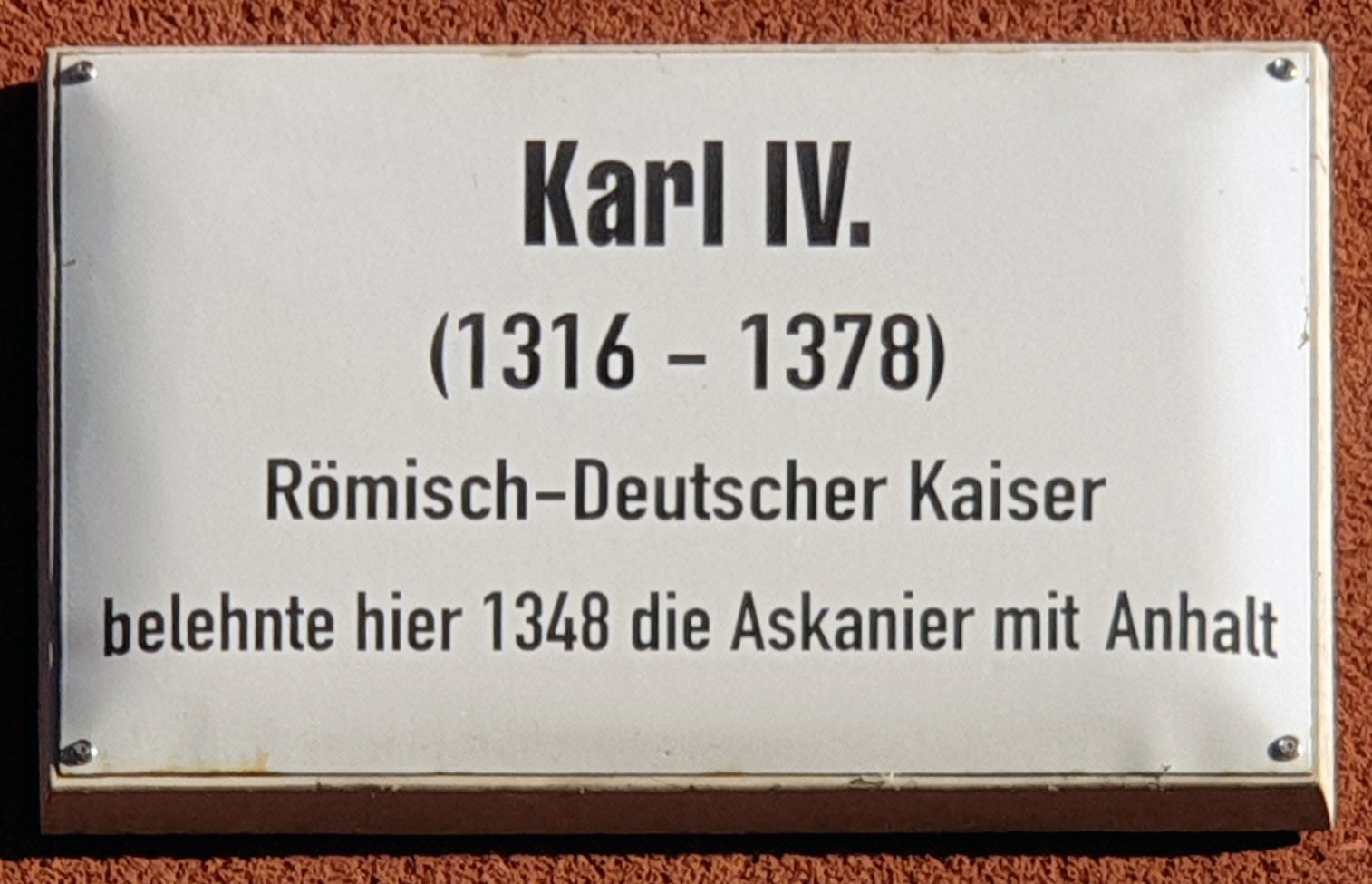
Gedenktafel in Wittenberg

Vierte Ehe: Karl IV. heiratete 1363 Elisabeth von Pommern.
- Anne (1366–1394) ⚭ 1382 Richard II., König von England.
- Sigismund (1368–1437), römisch-deutscher Kaiser

1. ⚭ 1385 Maria von Ungarn
2. ⚭ 1408 Barbara von Cilli

- Johann (1370–1396), Herzog von Görlitz, Markgraf von Brandenburg ⚭ 1388 Richardis von Mecklenburg-Schwerin
- Karl (1372–1373)
- Margarete (1373–1410) ⚭ 1387 Johann III., Burggraf von Nürnberg
- Heinrich (1377–1378)

## Vorfahren
|  |                                                                               |  |  |  |  |  |  |  |  |  |  |  |  |  |  |  |
|  | Heinrich V. von Luxemburg (1216–1281)                                         |  |  |  |  |  |  |  |  |  |  |  |  |  |  |  |
|  |                                                                               |  |  |  |  |  |  |  |  |  |  |  |  |  |  |  |
|  |                                                                               |  |  |  |  |  |  |  |  |  |  |  |  |  |  |  |
|  | Heinrich VI. von Luxemburg (1240–1288)                                        |  |  |  |  |  |  |  |  |  |  |  |  |  |  |  |
|  |                                                                               |  |  |  |  |  |  |  |  |  |  |  |  |  |  |  |
|  |                                                                               |  |  |  |  |  |  |  |  |  |  |  |  |  |  |  |
|  | Margareta von Bar (1220–1275)                                                 |  |  |  |  |  |  |  |  |  |  |  |  |  |  |  |
|  |                                                                               |  |  |  |  |  |  |  |  |  |  |  |  |  |  |  |
|  |                                                                               |  |  |  |  |  |  |  |  |  |  |  |  |  |  |  |
|  | Heinrich VII. von Luxemburg (1278/79–1313)                                    |  |  |  |  |  |  |  |  |  |  |  |  |  |  |  |
|  |                                                                               |  |  |  |  |  |  |  |  |  |  |  |  |  |  |  |
|  |                                                                               |  |  |  |  |  |  |  |  |  |  |  |  |  |  |  |
|  | Balduin von Avesnes (1219–1295) Seigneur de Beaumont und Beaufort             |  |  |  |  |  |  |  |  |  |  |  |  |  |  |  |
|  |                                                                               |  |  |  |  |  |  |  |  |  |  |  |  |  |  |  |
|  |                                                                               |  |  |  |  |  |  |  |  |  |  |  |  |  |  |  |
|  | Beatrix von Avesnes (1250/55–1321) Gräfin von Luxemburg                       |  |  |  |  |  |  |  |  |  |  |  |  |  |  |  |
|  |                                                                               |  |  |  |  |  |  |  |  |  |  |  |  |  |  |  |
|  |                                                                               |  |  |  |  |  |  |  |  |  |  |  |  |  |  |  |
|  | Felicité de Coucy Herrin von Beaumont (um 1240–1307)                          |  |  |  |  |  |  |  |  |  |  |  |  |  |  |  |
|  |                                                                               |  |  |  |  |  |  |  |  |  |  |  |  |  |  |  |
|  |                                                                               |  |  |  |  |  |  |  |  |  |  |  |  |  |  |  |
|  | Johann von Luxemburg, König von Böhmen (1296–1346)                            |  |  |  |  |  |  |  |  |  |  |  |  |  |  |  |
|  |                                                                               |  |  |  |  |  |  |  |  |  |  |  |  |  |  |  |
|  |                                                                               |  |  |  |  |  |  |  |  |  |  |  |  |  |  |  |
|  | Heinrich III. Herzog von Brabant und Limburg (um 1231–1261)                   |  |  |  |  |  |  |  |  |  |  |  |  |  |  |  |
|  |                                                                               |  |  |  |  |  |  |  |  |  |  |  |  |  |  |  |
|  |                                                                               |  |  |  |  |  |  |  |  |  |  |  |  |  |  |  |
|  | Johann I. Herzog von Brabant und Limburg (1252/53–1294)                       |  |  |  |  |  |  |  |  |  |  |  |  |  |  |  |
|  |                                                                               |  |  |  |  |  |  |  |  |  |  |  |  |  |  |  |
|  |                                                                               |  |  |  |  |  |  |  |  |  |  |  |  |  |  |  |
|  | Adelheid von Burgund (um 1230/35–1273) Herzogin von Brabant                   |  |  |  |  |  |  |  |  |  |  |  |  |  |  |  |
|  |                                                                               |  |  |  |  |  |  |  |  |  |  |  |  |  |  |  |
|  |                                                                               |  |  |  |  |  |  |  |  |  |  |  |  |  |  |  |
|  | Margarete von Brabant (1275/76–1311)                                          |  |  |  |  |  |  |  |  |  |  |  |  |  |  |  |
|  |                                                                               |  |  |  |  |  |  |  |  |  |  |  |  |  |  |  |
|  |                                                                               |  |  |  |  |  |  |  |  |  |  |  |  |  |  |  |
|  | Guy de Dampierre Graf von Flandern                                            |  |  |  |  |  |  |  |  |  |  |  |  |  |  |  |
|  |                                                                               |  |  |  |  |  |  |  |  |  |  |  |  |  |  |  |
|  |                                                                               |  |  |  |  |  |  |  |  |  |  |  |  |  |  |  |
|  | Margarethe von Flandern-Dampierre (1251–1285)                                 |  |  |  |  |  |  |  |  |  |  |  |  |  |  |  |
|  |                                                                               |  |  |  |  |  |  |  |  |  |  |  |  |  |  |  |
|  |                                                                               |  |  |  |  |  |  |  |  |  |  |  |  |  |  |  |
|  | Mathildis Bethune-Dendermonde                                                 |  |  |  |  |  |  |  |  |  |  |  |  |  |  |  |
|  |                                                                               |  |  |  |  |  |  |  |  |  |  |  |  |  |  |  |
|  |                                                                               |  |  |  |  |  |  |  |  |  |  |  |  |  |  |  |
|  | Karl IV. (HRR) (1316–1378)                                                    |  |  |  |  |  |  |  |  |  |  |  |  |  |  |  |
|  |                                                                               |  |  |  |  |  |  |  |  |  |  |  |  |  |  |  |
|  |                                                                               |  |  |  |  |  |  |  |  |  |  |  |  |  |  |  |
|  | Wenzel I. Přemysl König von Böhmen (um 1205–1253)                             |  |  |  |  |  |  |  |  |  |  |  |  |  |  |  |
|  |                                                                               |  |  |  |  |  |  |  |  |  |  |  |  |  |  |  |
|  |                                                                               |  |  |  |  |  |  |  |  |  |  |  |  |  |  |  |
|  | Ottokar II. Přemysl (um 1232–1278) König von Böhmen                           |  |  |  |  |  |  |  |  |  |  |  |  |  |  |  |
|  |                                                                               |  |  |  |  |  |  |  |  |  |  |  |  |  |  |  |
|  |                                                                               |  |  |  |  |  |  |  |  |  |  |  |  |  |  |  |
|  | Kunigunde von Schwaben (1200–1248)                                            |  |  |  |  |  |  |  |  |  |  |  |  |  |  |  |
|  |                                                                               |  |  |  |  |  |  |  |  |  |  |  |  |  |  |  |
|  |                                                                               |  |  |  |  |  |  |  |  |  |  |  |  |  |  |  |
|  | Wenzel II. König von Böhmen (1271–1305)                                       |  |  |  |  |  |  |  |  |  |  |  |  |  |  |  |
|  |                                                                               |  |  |  |  |  |  |  |  |  |  |  |  |  |  |  |
|  |                                                                               |  |  |  |  |  |  |  |  |  |  |  |  |  |  |  |
|  | Rostislav Michailowitsch (um 1225–um 1264) Fürst von Nowgorod, Halitsch u. A. |  |  |  |  |  |  |  |  |  |  |  |  |  |  |  |
|  |                                                                               |  |  |  |  |  |  |  |  |  |  |  |  |  |  |  |
|  |                                                                               |  |  |  |  |  |  |  |  |  |  |  |  |  |  |  |
|  | Kunigunde von Halitsch (um 1245–1285)                                         |  |  |  |  |  |  |  |  |  |  |  |  |  |  |  |
|  |                                                                               |  |  |  |  |  |  |  |  |  |  |  |  |  |  |  |
|  |                                                                               |  |  |  |  |  |  |  |  |  |  |  |  |  |  |  |
|  | Anna von Ungarn (1226–um 1274)                                                |  |  |  |  |  |  |  |  |  |  |  |  |  |  |  |
|  |                                                                               |  |  |  |  |  |  |  |  |  |  |  |  |  |  |  |
|  |                                                                               |  |  |  |  |  |  |  |  |  |  |  |  |  |  |  |
|  | Elisabeth Přemyslovna von Böhmen (1292–1330)                                  |  |  |  |  |  |  |  |  |  |  |  |  |  |  |  |
|  |                                                                               |  |  |  |  |  |  |  |  |  |  |  |  |  |  |  |
|  |                                                                               |  |  |  |  |  |  |  |  |  |  |  |  |  |  |  |
|  | Albrecht IV. Graf von Habsburg (1188–1239)                                    |  |  |  |  |  |  |  |  |  |  |  |  |  |  |  |
|  |                                                                               |  |  |  |  |  |  |  |  |  |  |  |  |  |  |  |
|  |                                                                               |  |  |  |  |  |  |  |  |  |  |  |  |  |  |  |
|  | Rudolf von Habsburg (HRR) (1218–1291)                                         |  |  |  |  |  |  |  |  |  |  |  |  |  |  |  |
|  |                                                                               |  |  |  |  |  |  |  |  |  |  |  |  |  |  |  |
|  |                                                                               |  |  |  |  |  |  |  |  |  |  |  |  |  |  |  |
|  | Hedwig von Kyburg († 1260) Gräfin von Kyburg                                  |  |  |  |  |  |  |  |  |  |  |  |  |  |  |  |
|  |                                                                               |  |  |  |  |  |  |  |  |  |  |  |  |  |  |  |
|  |                                                                               |  |  |  |  |  |  |  |  |  |  |  |  |  |  |  |
|  | Guta von Habsburg (1271–1297)                                                 |  |  |  |  |  |  |  |  |  |  |  |  |  |  |  |
|  |                                                                               |  |  |  |  |  |  |  |  |  |  |  |  |  |  |  |
|  |                                                                               |  |  |  |  |  |  |  |  |  |  |  |  |  |  |  |
|  | Burkhard III. von Hohenberg († 1253)                                          |  |  |  |  |  |  |  |  |  |  |  |  |  |  |  |
|  |                                                                               |  |  |  |  |  |  |  |  |  |  |  |  |  |  |  |
|  |                                                                               |  |  |  |  |  |  |  |  |  |  |  |  |  |  |  |
|  | Gertrud von Hohenberg (1225–1281)                                             |  |  |  |  |  |  |  |  |  |  |  |  |  |  |  |
|  |                                                                               |  |  |  |  |  |  |  |  |  |  |  |  |  |  |  |
|  |                                                                               |  |  |  |  |  |  |  |  |  |  |  |  |  |  |  |
|  | Mechthild von Tübingen (1210–nach 1233) Pfalzgräfin                           |  |  |  |  |  |  |  |  |  |  |  |  |  |  |  |
|  |                                                                               |  |  |  |  |  |  |  |  |  |  |  |  |  |  |  |
|  |                                                                               |  |  |  |  |  |  |  |  |  |  |  |  |  |  |  |

## Schriftsteller

### „Vita Caroli Quarti“
Karls IV. Autobiografie ist die erste Selbstdarstellung eines mittelalterlichen deutschen Herrschers und umfasst die Zeit von dessen Geburt (1316) bis zur Königswahl (1346). Während die ersten 14 Kapitel streng subjektiv verfasst sind und die Geschichte fortlaufend bis 1340 erzählen, bleiben die letzten 6 Kapitel objektiv distanzierend, deshalb wird angenommen, dass ein anderer Verfasser aus dem Umkreis des Herrschers dafür verantwortlich ist. Die Autobiografie ist nicht einheitlich, sondern beinhaltet auch andere literarische Gattungen, z. B. eine Abhandlung über Leben und Herrschaft oder auch eine Schriftexegese zum Fest der heiligen Ludmilla. Schwerpunkte der Darstellung sind aber die Augenblicke im Leben Karls IV., in denen er sich gegen große Widerstände bewährte, so z. B. als er die Vergiftung seines Gefolges als einziger durch die Gnade Gottes, wie er schreibt, überlebt (Kap. 4). Eine weitere interessante Anekdote ist die Erzählung einer Geistererscheinung während einer Übernachtung in der Prager Burg (Kap. 7). Ebenfalls in Kapitel 7 befindet sich eine Vision Karls: Ein Engel entführt ihn des Nachts und bringt ihn auf ein Schlachtfeld, auf dem ein anderer Engel dem Anführer der Angreifer, dem Dauphin von Vienne, die Geschlechtsteile abschlägt, weil dieser gegen den Herrn gesündigt habe. Die Vision folgt dem klassischen Aufbau mittelalterlicher Visionen, und auch die Bestrafung des Dauphin ist ein mittelalterlicher Topos. Der Dauphin Guigo VIII. (Guigues VIII. (Viennois)) starb am 28. Juli 1333 tatsächlich an den Folgen einer Wunde, die ihm bei der Belagerung des Schlosses La Perrière zugefügt worden war.

### Wenzelslegende
Der Kult des Heiligen Wenzel nahm in Karls Leben eine zentrale Stelle ein. Er selbst hieß bis zu seinem siebten Jahr nach dem böhmischen Nationalheiligen und ließ auch seinen Erstgeborenen auf diesen Namen taufen. Karls Schrift gilt als Höhepunkt der Wenzelsverehrung. Er verfasste sie wohl zwischen 1355 und 1361, möglicherweise 1358 als Votivgabe zur Geburt seiner Tochter Elisabeth. Wie jede voll entwickelte mittelalterliche Heiligenlegende besteht auch Karls Wenzelslegende aus einer Lebensgeschichte und einer Wundergeschichte (im Anschluss an die Translatio des Leichnams des Heiligen an seine Kultstätte, den Prager Dom). Karl IV. verarbeitete wahrscheinlich seit dem 10. Jahrhundert überlieferte Viten des Heiligen. Es handelt sich also um eine Kompilation früherer Texte. Karl IV. fühlte sich dem katholischen Stundengebet (liturgia horarum) verpflichtet. Das Stundengebet ist auch noch heute für die Geistlichen der katholischen Kirche bindend. Der Sinn des Stundengebets besteht darin, jede Tageszeit mit ihrer Besonderheit vor Gott zu bringen. Karl IV. verrichtete das Stundengebet wie ein Geistlicher, da er sich kraft seiner Krönung auch als Diakon fühlte. Während des Weihnachtsgottesdienstes nahm er deshalb auch das Recht wahr, im vollen kaiserlichen Herrscherornat vor Klerus und Volk das Weihnachtsevangelium zu singen. Die Bereitschaft, das Evangelium zu verteidigen, unterstrich er dabei durch dreimaliges Schwingen des Reichsschwertes. So überrascht es nicht, dass die einzelnen Teile der Wenzelslegende aus Lektionen eines Reimofficiums bestehen. Eine klassische Stelle ist in Lectio V zu sehen: das so genannte Fußstapfenwunder. Demnach soll der heilige Wenzel in einer Winternacht in Begleitung seines Dieners die Kirchen der Gegend besucht haben. Der Heilige ging dabei barfuß durch den Schnee, so dass seine Füße bluteten und Spuren hinterließen. Der Diener folgte der Spur des Heiligen und verspürte keine Kälte mehr. Vor allem im englischen Sprachraum ist dieses Wunder durch das Weihnachtslied Good King Wenceslas bekannt.

### „Moralitates“
Eine Sammlung philosophischer Sentenzen, geistlicher Texte und Überlegungen über verschiedene religiöse und moralische Fragen. Die Moralitates sind ein Beweis für Karls tiefen Glauben und seine Auffassung von Tugend eines Königs: Ein König hat innerhalb der Gnade Gottes für Gerechtigkeit und Wohlergehen seines Landes zu sorgen (Kap. 1). In drei Überschriften wird Karl explizit als Urheber genannt. Ein Beispiel der Bibelexegese, und zwar aus dem sechsten Kapitel, in dem Karl IV. als Autor genannt wird („Haec est moralisatio domini Caroli regis Romanorum“). Karl IV. bezieht sich in diesem Kapitel auf eine Stelle in der Genesis Gen 4,22  über „Thubalcain, der die Geräte aller Erz- und Eisenhandwerker schmiedete“. In der Moralisatio des Kaisers wird Thubalcain mit dem Menschen gleichgesetzt: Der Mensch habe, nach Karl, die Aufgabe, wie dieser zu handeln: Nämlich so wie Thubalcain dem Eisen Töne entlockte, so soll der Mensch durch Kasteiung (castigatio) sich selbst „Töne“ entlocken und damit Vollkommenheit erreichen.

### „Fürstenspiegel“
Die Urheberschaft Karls IV., die der Herausgeber Samuel Steinherz vertreten hatte, wird in der Forschung heute nicht mehr angenommen (siehe Fürstenspiegel Karls IV.). Im Fürstenspiegel beschreibt ein nicht näher genannter Kaiser seinem Sohn die richtige Art und Weise des Regierens. Dabei schöpft der Verfasser vor allem aus Augustinus und Petrarca.

## Rezeption

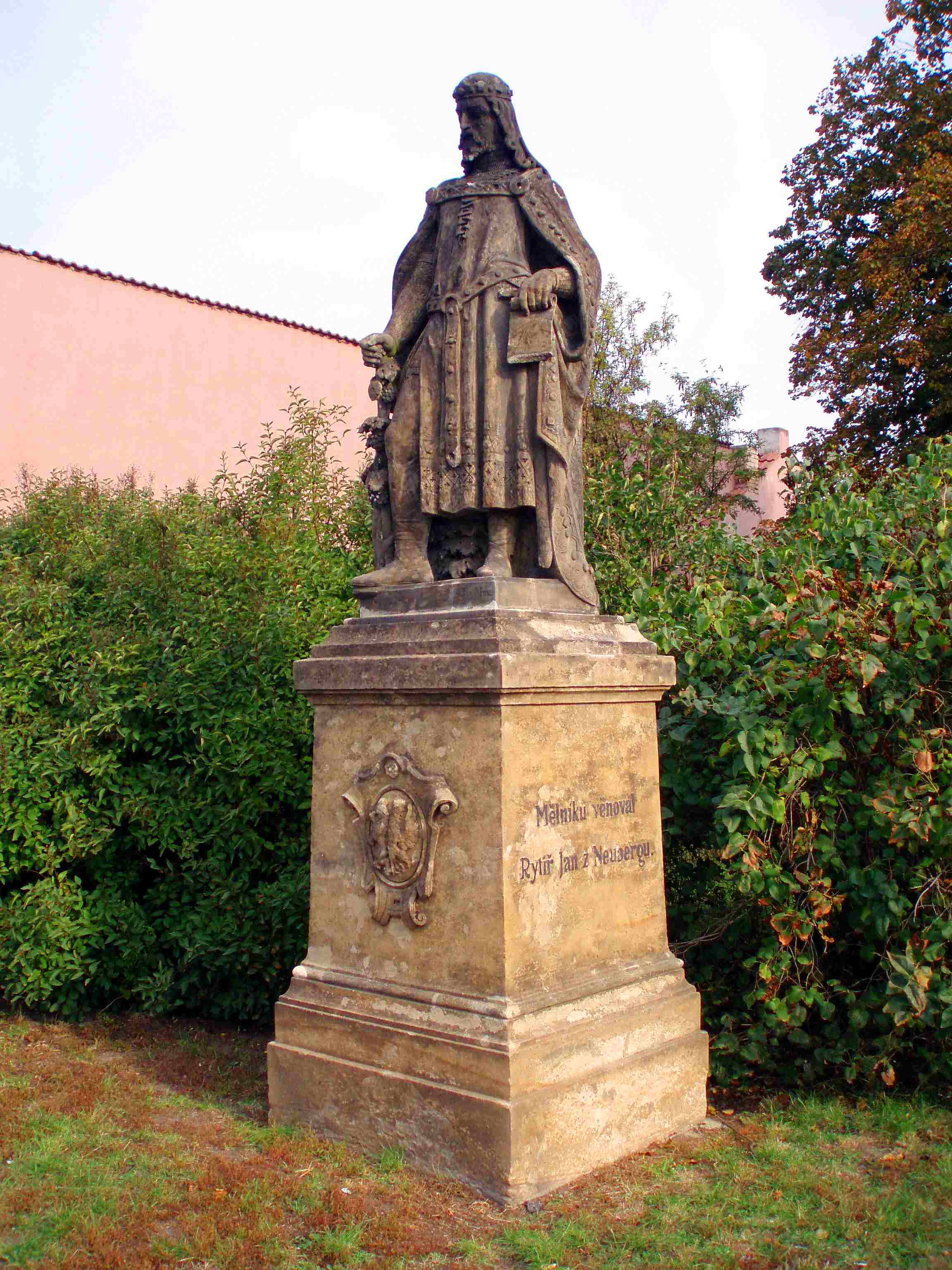
Denkmal in Mělník

In der modernen Forschung wird Karl IV. unterschiedlich beurteilt. Vertreter einer positiven Sicht sind u. a. Ferdinand Seibt und Peter Moraw, teilweise auch Jörg K. Hoensch. Teils sehr kritisch, dabei auch höchst differenziert betrachtet ihn Heinz Thomas.
Unstrittig ist, dass Karl hochintelligent und ein hervorragender Diplomat war und dass er Künste und Wissenschaften förderte. Im Rahmen positiver Würdigungen (etwa bei Moraw) wird er als der größte römisch-deutsche Kaiser des Spätmittelalters bezeichnet.
Ferner wird ihm zugutegehalten, dass er sich nicht in die italienischen Verhältnisse verwickeln ließ wie noch sein Großvater Heinrich VII. und dass er ohne Blutvergießen und im Einvernehmen mit dem Papst den Kaisertitel erringen konnte. Seine Regierungszeit wird als der letzte Höhepunkt des alten Reichs im Mittelalter empfunden, wenn auch sein Kaisertum kaum noch Ähnlichkeiten mit dem universalen Kaisertum vergangener Zeiten hatte.
Kritisch wird hingegen vermerkt, dass er in Italien nicht bereit war, die politische Lage vor Ort zu regeln. Sein Italienzug, bei dem er sich nach der Kaiserkrönung sofort wieder nach Norden aufmachte, wurde bereits von den Zeitgenossen Petrarca und Matteo Villani sehr kritisch gesehen. Außerdem wird darauf hingewiesen, dass es ihm nicht gelang, die erschaffene Machtstellung auch zu bewahren. Auch Moraw räumt ein, dass er die Basis der Dynastie in Böhmen brüchig hinterließ. Negativ angerechnet wird ihm ferner die Verpfändungspolitik, wodurch sich das Kaisertum zu einem reinen Hausmachtskönigtum entwickelte. Auch der Umstand, dass er es teilweise versäumte, seine Schutzpflicht gegenüber den Juden zu erfüllen, fällt auf der negativen Seite seiner Regierungsbilanz ins Gewicht.
Gradmesser für das wissenschaftliche und öffentliche Interesse an mittelalterlichen Herrscherpersonen sind seit der Stauferschau von 1977 groß angelegte Ausstellungsprojekte. Das 600. Jubiläum des Todestages Karls IV. im Folgejahr brachte drei derartige Ausstellungen mit sich, wobei „Die Zeit Karls IV. in der Geschichte der Völker der Tschechoslowakischen sozialistischen Republik“ mit 650.000 Besuchern auf der Prager Burg als „politisch motivierte[s]“ Konkurrenzprojekt zu „Kaiser Karl IV. 1316–1378“ mit ca. 200.000 Besuchern auf der Nürnberger Kaiserburg bewertet wird. Die Ende des Jahres in Köln eröffnete Ausstellung „Die Parler und der Schöne Stil 1350–1400“ (ca. 300.000 Besucher) stellte mit ihrem dreibändigen Katalog eine Grundlegung zu „Kunst und Kultur unter den Luxemburgern“ dar. Eine umfassende Neudarstellung dieser Aspekte bot „Karl IV. Kaiser von Gottes Gnaden“ 2006 in New York (Metropolitan Museum) und Prag (Burg), wobei nun als Triebkraft weniger die Baumeisterfamilie Parler, sondern Hofkultur und Repräsentationswille des Hauses Luxemburg begriffen wurden. An die bewusst europäische Perspektive dieser Schau knüpft auf organisatorischer wie inhaltlicher Ebene die erste bayerisch-tschechische Landesausstellung zum 700. Jubiläum des Geburtsjahres Karls IV. 2016 in der Wallenstein-Reitschule und der Karlsuniversität Prag sowie dem Germanischen Nationalmuseum Nürnberg an, die anhand vornehmlich kunst- und kulturhistorischer Objekte die Biographie des Herrschers im Kontext einer als krisenhaft geschilderten Epoche darlegt.
Standbilder und Denkmäler

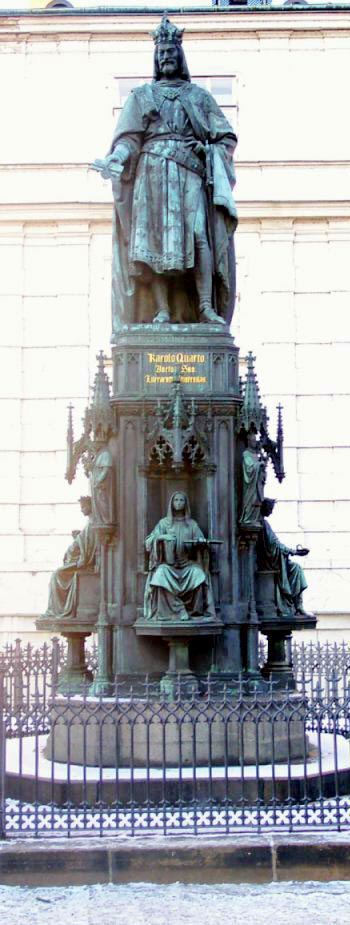
Denkmal zu Ehren Kaiser Karls IV. in Prag, 1848, anlässlich des 500. Jahrestages der Gründung der Karls-Universität

- ca. 1350: Statuen von Karl IV.[18] und Blanche von Valois[19], Herzog Rudolphs IV. von Habsburg und Katharinas von Böhmen am Südturm des Stephansdomes Wien.
- 1851: Kolossalstatue auf dem Kreuzherrenplatz in Prag, ausgeführt von Jacob Daniel Burgschmiet nach Ernst Julius Hähnel
- 1858: Jubiläumssäule Karl IV. im Jean-de-Carro-Park in Karlsbad nach Joseph Max[20]
- 1899: Monument in der Siegesallee in Berlin, Denkmalgruppe 13, ausgeführt Ludwig Cauer.
- 1900: Bronzestatue für Tangermünde, ausgeführt von Ludwig Cauer, Schenkung von Kaiser Wilhelm II. an die Stadt.
- 1955 Sandsteinstatue in Karlsbad von Otakar Švec[21]
- 2022: Reiterstatue in Karlsbad von Michael Gabriel[22]